# 山形地方検察庁
山形地方検察庁（やまがたちほうけんさつちょう）は、山形県山形市にある日本の地方検察庁の一つで、山形県を管轄している。略称は、山形地検（やまがたちけん）。新庄・米沢・鶴岡・酒田に支部を置いている。
山形県を管轄しており、山形市に設置されている本庁のほか、新庄・米沢・鶴岡・酒田に支部を設置している。

## 所在地

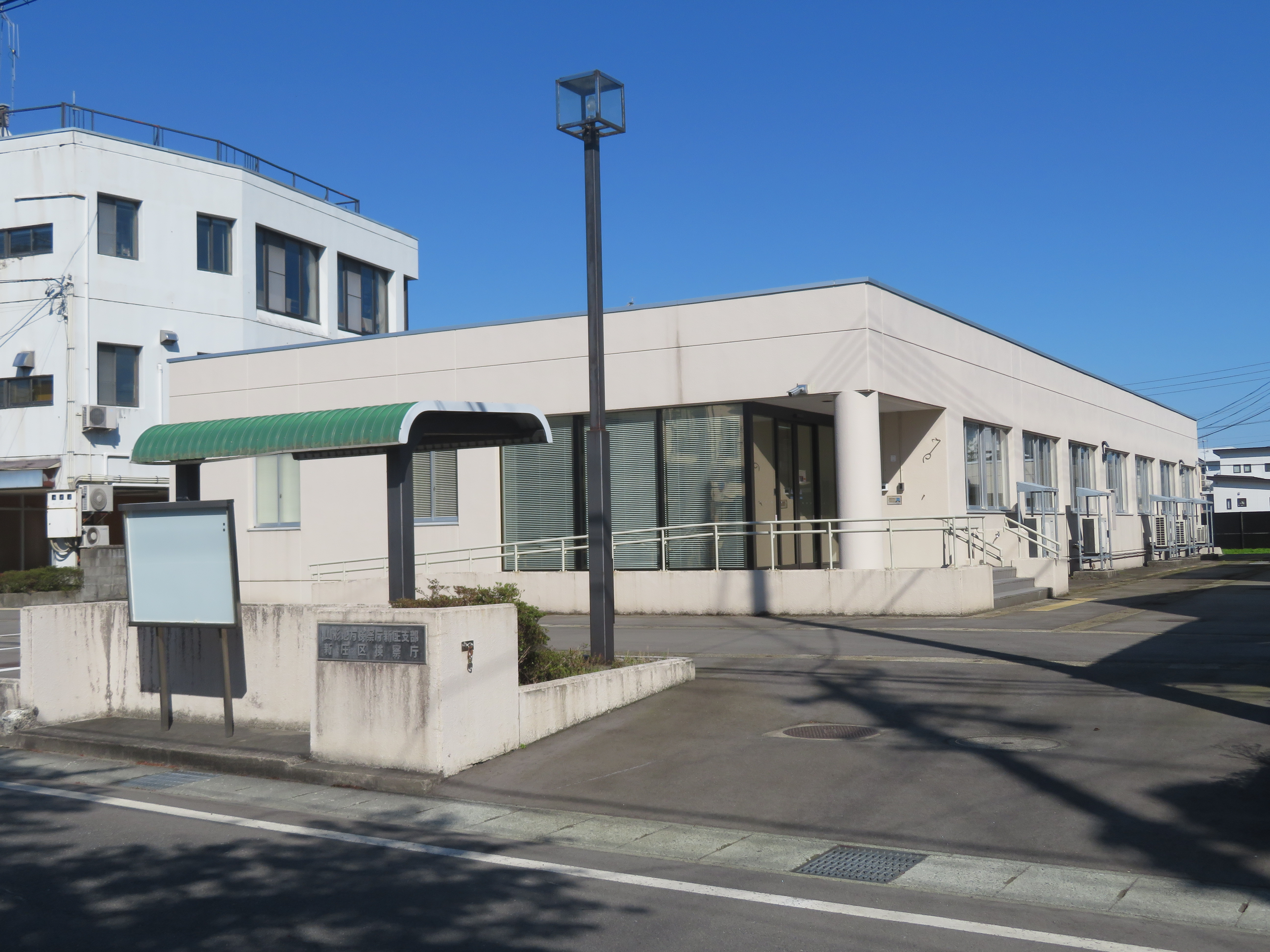
新庄支部・新庄区検察庁
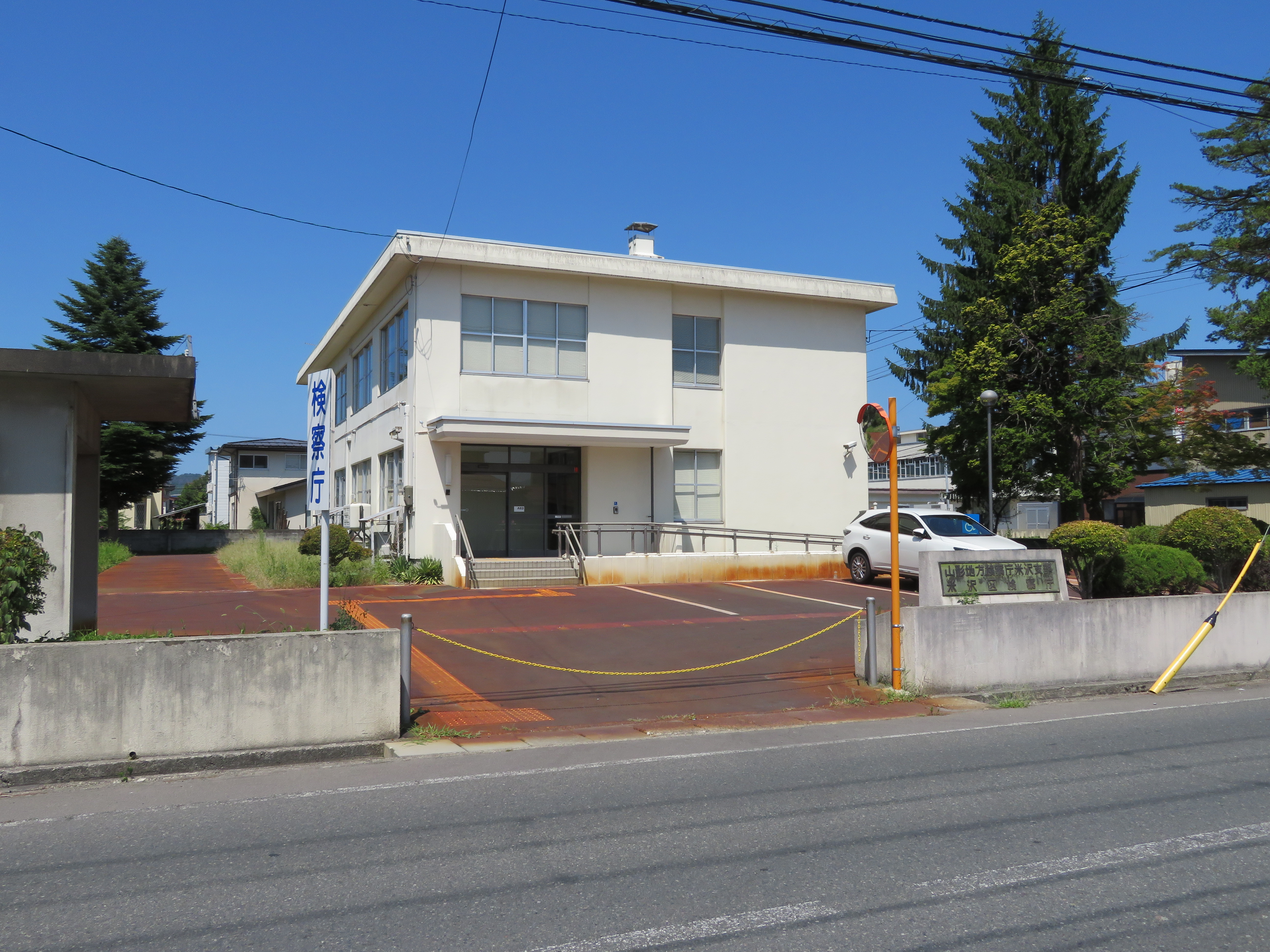
米沢支部・米沢区検察庁
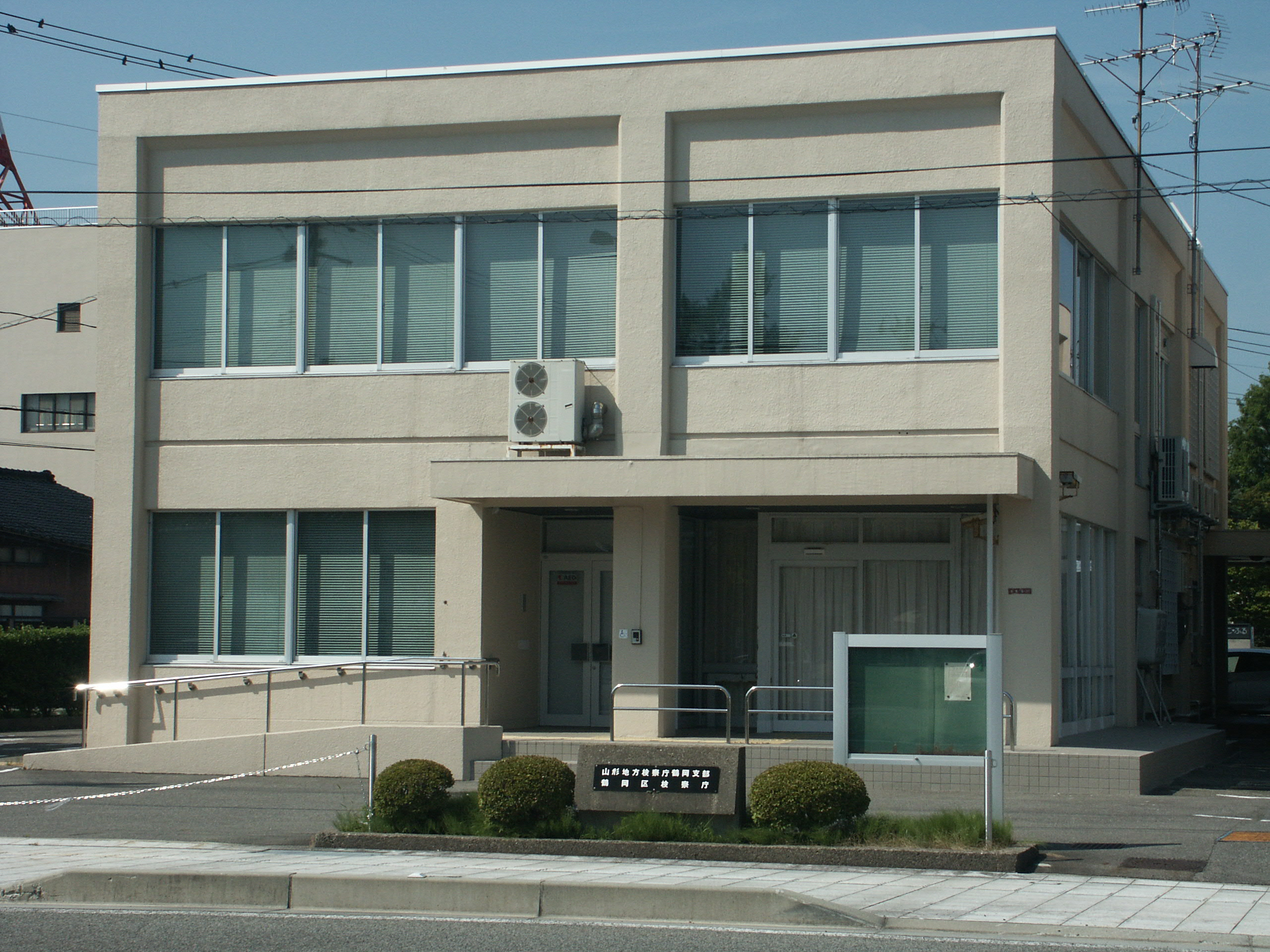
鶴岡支部・鶴岡区検察庁
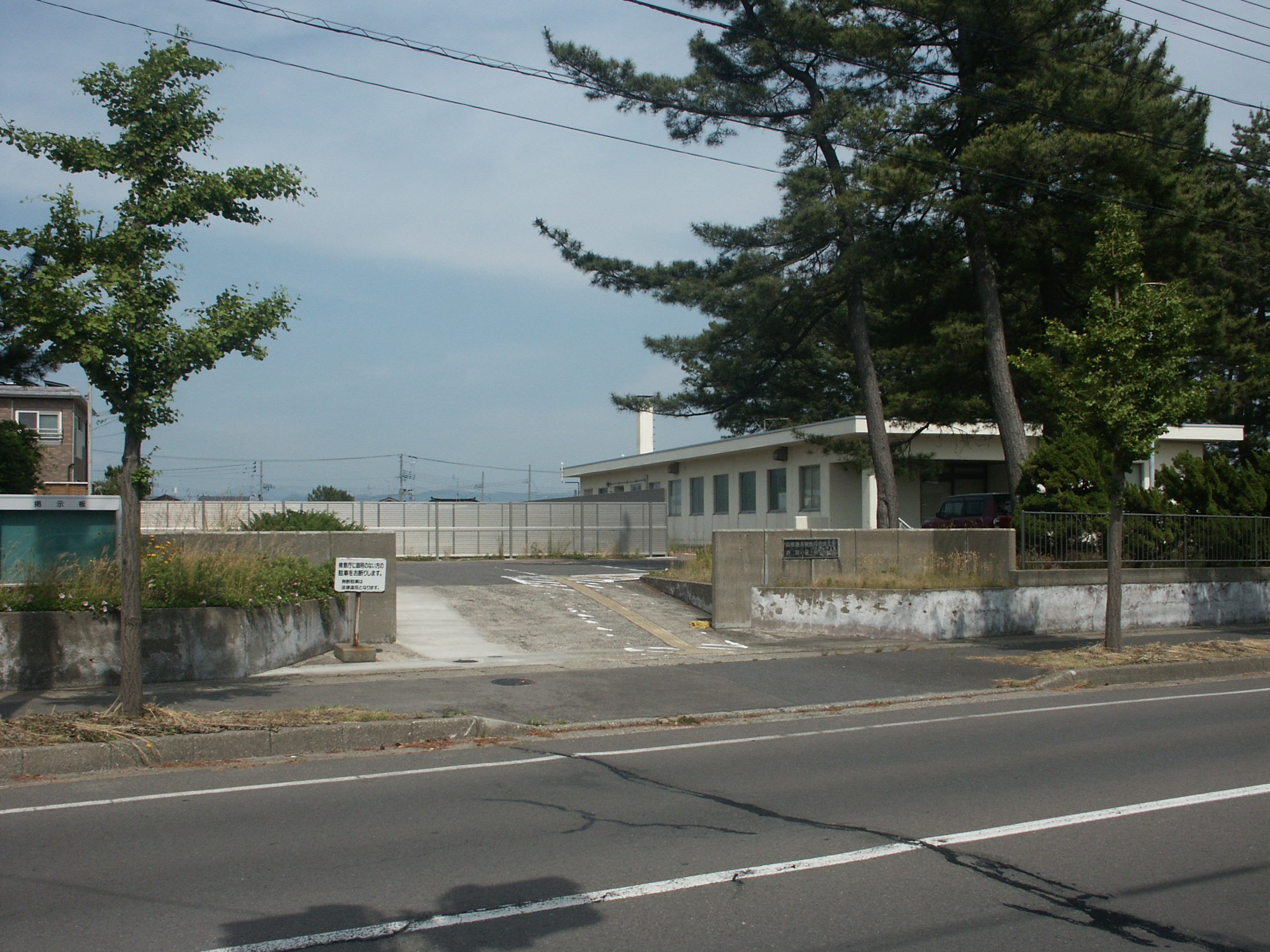
酒田支部・酒田区検察庁

- 本庁 - 山形市大手町1-32　北緯38度15分19.6秒 東経140度20分1.4秒 / 北緯38.255444度 東経140.333722度
山形新幹線, JR奥羽線, 仙山線, 左沢線 山形駅から徒歩約15分
- 新庄支部 - 新庄市小田島町3-55　北緯38度45分50.6秒 東経140度17分51.1秒 / 北緯38.764056度 東経140.297528度
山形新幹線, JR奥羽線, 陸羽西線, 陸羽東線 新庄駅から徒歩約10分
- 米沢支部 - 米沢市城北2丁目1-2　北緯37度55分1.6秒 東経140度6分23.4秒 / 北緯37.917111度 東経140.106500度
山形新幹線, JR奥羽線, 米坂線 米沢駅から徒歩約35分
米沢駅からバスで約20分
- 鶴岡支部 - 鶴岡市泉町5-37　北緯38度43分47.4秒 東経139度49分37秒 / 北緯38.729833度 東経139.82694度
JR羽越線 鶴岡駅から徒歩約20分
- 酒田支部 - 酒田市光ケ丘1丁目9-15　北緯38度55分32.7秒 東経139度49分54.5秒 / 北緯38.925750度 東経139.831806度
JR羽越線, 陸羽西線 酒田駅から徒歩約20分

- 新庄支部・新庄区検察庁
- 米沢支部・米沢区検察庁
- 鶴岡支部・鶴岡区検察庁
- 酒田支部・酒田区検察庁

## 管轄
- 本庁
  - 山形区検察庁（山形市・寒河江市・上山市・村山市・天童市・東根市・尾花沢市・東村山郡・西村山郡・北村山郡）
- 新庄支部
  - 新庄区検察庁（新庄市・最上郡）
- 米沢支部
  - 米沢区検察庁（米沢市・東置賜郡川西町）
  - 赤湯区検察庁（南陽市・東置賜郡高畠町）
  - 長井区検察庁（長井市・西置賜郡）

- 鶴岡支部
  - 鶴岡区検察庁（鶴岡市・東田川郡三川町）

- 酒田支部
  - 酒田区検察庁（酒田市・飽海郡・東田川郡庄内町）

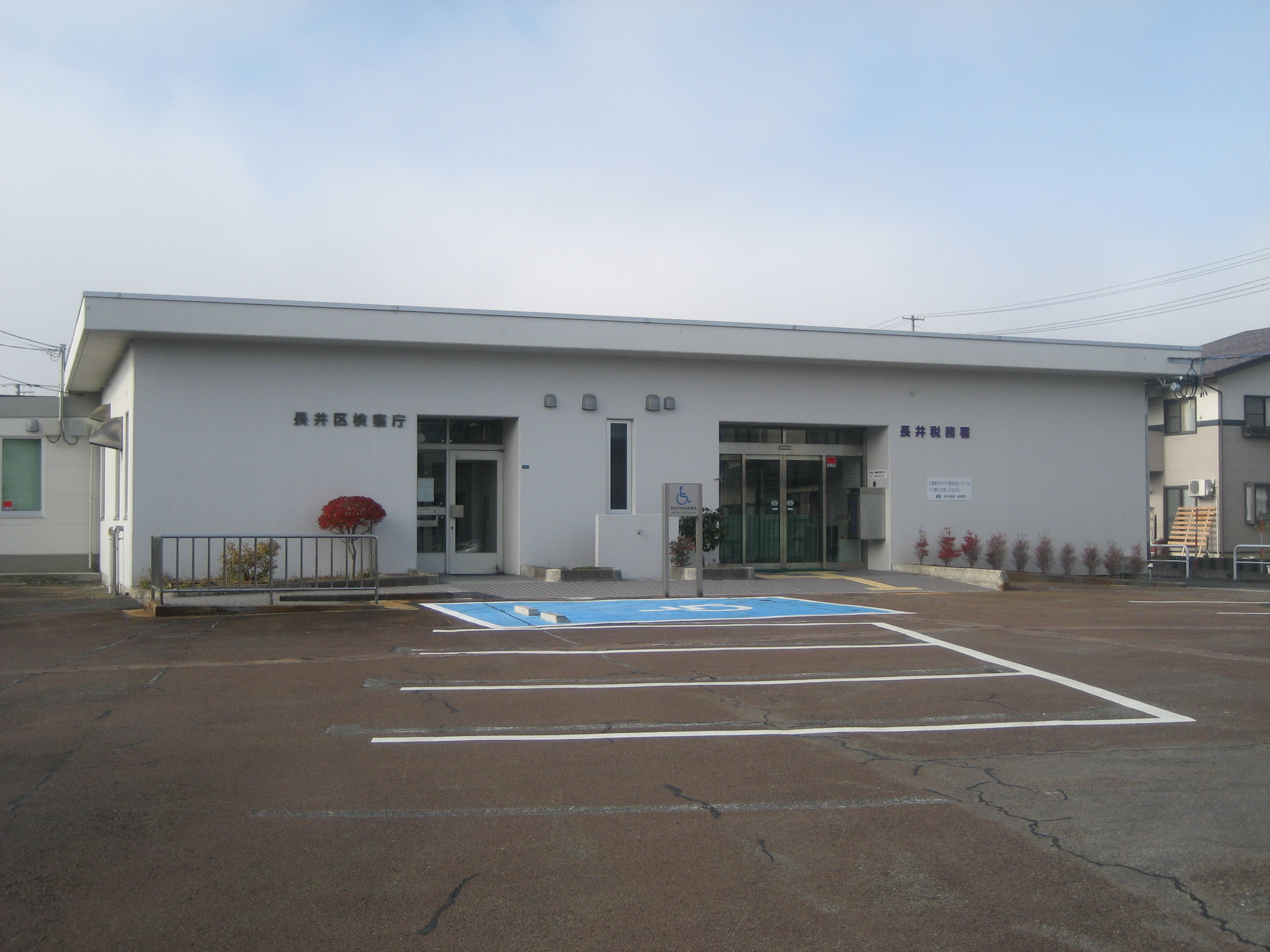
長井区検察庁